# Warrior’s Rest

Warrior’s Rest

Der Menhir (englisch Standing stone) Warrior’s Rest steht an der südöstlichen Ecke des gleichnamigen Cottage, etwa 300 m westlich der Kirche von Yarrow in den Scottish Borders in Schottland. 
Der runde phallische Stein hat eine Höhe von 1,6 m und einen Umfang von 1,75 m an der Basis und 1,20 m an der Schulter. Der etwas nach Süden geneigte Stein markiert ein bronzezeitliches Gräberfeld und einen frühchristlichen Friedhof. 
Der Stein ist, wie der nahe Glebe Stone, ein klassischer Menhir und kein beschrifteter Grabstein wie der etwa 600 m entfernte Yarrow Stone. Die drei Steine sind von der A708 (Straße) von Selkirk nach Moffat aus zu sehen.
Der Stein soll zu Anfang des 19. Jahrhunderts wieder aufgerichtet worden sein, als Steinkisten und Cairns in der Gegend gefunden wurden.
Ähnlichkeiten bestehen mit dem Menhir von Midshiels Farm.